# FC Vilnius
FC Vilnius este un club de fotbal lituanian din capitala Vilnius.
La început, era cunoscut sub numele de Šviesa. În 2003, clubul și-a făcut debutul în prima divizie lituaniană. Este una dintre cele trei echipe din orașul Vilnius care joacă în A Lyga.

## Jucători notabili
- Arvydas Novikovas
- Saulius Mikoliūnas
- Paulinho
- Akanni-Sunday Wasiu
- Adrian Mrowiec

## Participări în campionatele lituaniene
FK Šviesa (Futbolo klubas Šviesa)
| Sezon | Div. | Liga       | Locul | @     | Listare     |
| ----- | ---- | ---------- | ----- | ----- | ----------- |
| 2002  | 2.   | Pirma lyga | 4.    | [ 1 ] | ▲ Pr A lyga |
| 2003  | 1.   | A lyga     | 7.    | [ 2 ] |             |

FC Vilnius (Futbolo klubas Vilnius)
| Sezon | Div. | Liga       | Locul | @     | Listare      |
| ----- | ---- | ---------- | ----- | ----- | ------------ |
| 2004  | 1.   | A lyga     | 8.    | [ 3 ] | FC Vilnius   |
| 2005  | 1.   | A lyga     | 5.    | [ 4 ] |              |
| 2006  | 1.   | A lyga     | 7.    | [ 5 ] |              |
| 2007  | 1.   | A lyga     | 7.    | [ 6 ] | ▼ Pirma lyga |
| 2008  | 2.   | Pirma lyga | 5.    | [ 7 ] | Desființării |